# Bukken
Bukken ou Store Bukken est une île et un village dans le landskap Sunnhordland du comté de Vestland. Elle appartient administrativement à Øygarden.

## Géographie
Rocheuse et couverte d'arbres, elle s'étend sur environ 352 m de longueur pour une largeur approximative de 161 m.

## Histoire

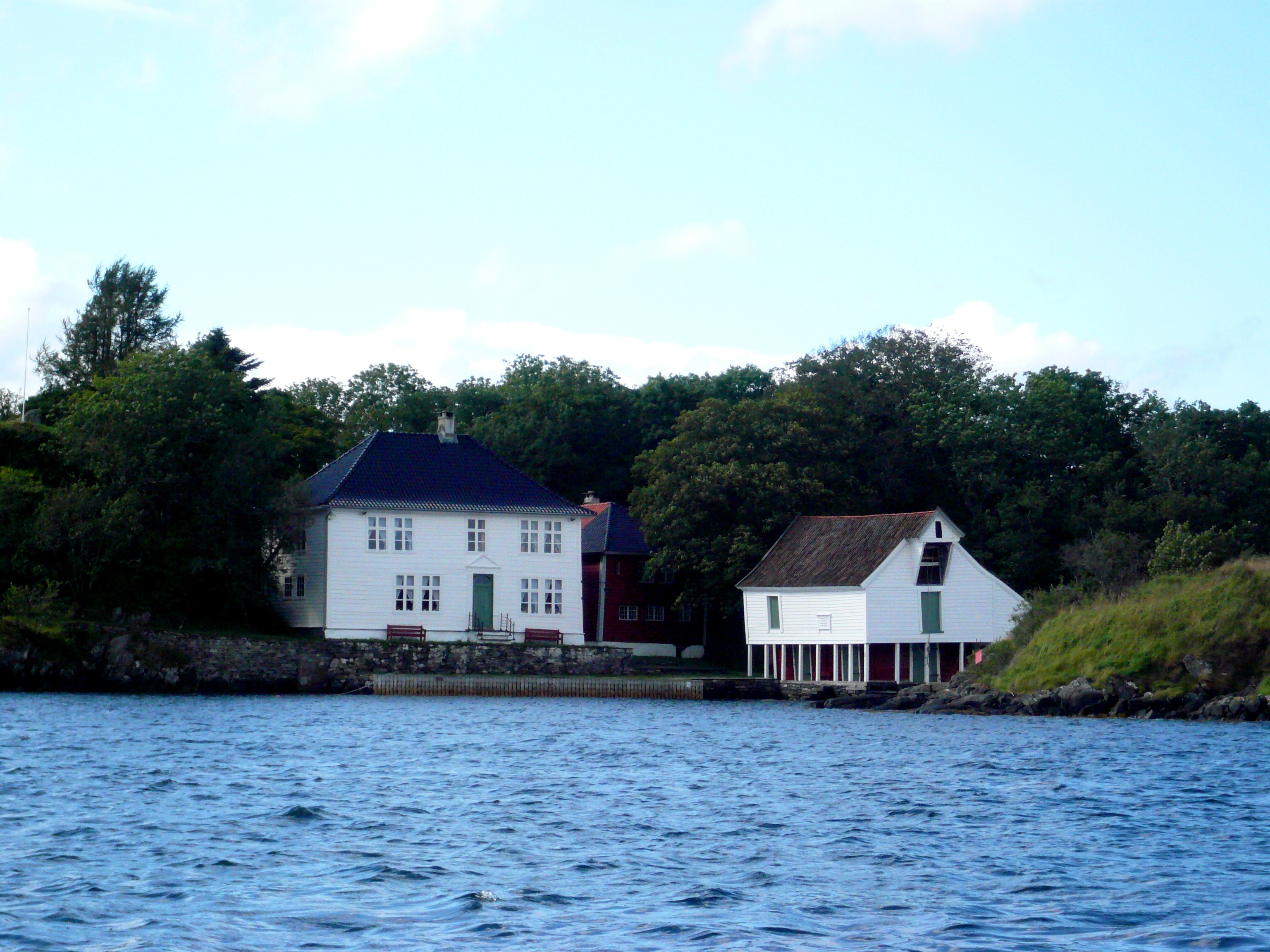
L'auberge.

Dès le XVIIe siècle, Bukken est l'une des auberges centrales à l'approche de Bergen. Au début du XVIIIe siècle, l'évêque de Bergen, Nils Smed, est propriétaire des lieux. Cornelius Pettersen achète Bukken en 1793, et Jacob von Krogh prend la relève en 1800.
L'auberge est achetée en 1811 par Bertil Olai Wilhelmseen. La famille dirige l'endroit jusqu'en 1897. En 1849, l'auberge est transformée en magasin général.
Ceux qui se dirigeaient vers le sud sur la route principale passant par Austevoll et Fitjar passaient par Bukken avant de s'engager sur la partie difficile du fjord au-dessus du Korsfjorden.
La place commerciale perd de son importance et est laissée de côté lors de l'entrée des bateaux à vapeur.
Le lieu est aujourd'hui protégé et conservé en très bon état. La maison principale est maintenant utilisée comme maison de vacances.